# コーンウォリスの退却
コーンウォリスの退却（コーンウォリスのたいきゃく、Cornwallis's Retreat）または第一次グロワ島の海戦は、フランス革命戦争中の1795年6月16日から6月17日（フランス革命暦第9月、牧草月28日から29日）にかけて、ブルターニュ西岸沖で起こった海戦である。この戦闘では、イギリス海軍の5隻の戦列艦と2隻のフリゲートから構成された戦隊が、フランス海軍の12隻の戦列艦と11隻のフリゲートから成る艦隊に攻撃された。数の上でかなり劣勢であったイギリス戦隊の指揮官ウィリアム・コーンウォリス中将は、6月16日にフランスから向きを変えて解放水域へ逃げ込もうとしたが、ルイ・トマ・ヴィヤーレ・ド・ジョワイユーズ指揮下のフランス艦隊が接近して追跡した。まる1日間の追跡の後、イギリス戦隊はうち2隻の船倉の物資が、わずかしかなかったこともあって速度が落ち、フランスの前衛は、6月17日朝にイギリス戦隊を射程内に入れた。 後衛の艦を見捨てたくなかったコーンウォリスは、前衛及び中衛の艦と共にフランスに反撃し、激しい戦闘が繰り広げられて、コーンウォリスが旗艦のロイヤル・ソブリンで、英仏両戦隊の間に分け入ったことで戦闘は最高潮を迎えた。
コーンウォリスの意を決した抵抗を目の当たりにし、また、イギリス海峡艦隊主力部隊が近くにいるという恐怖から、ヴィヤーレは6月17日の夜に戦闘を中断し、自艦隊に退却するように命じた。このためコーンウォリスは、プリマスの港に、かなり傷ついた、しかし落伍者のいない戦隊を連れて戻ることができた。ヴィヤーレはベル・イル島の沖合の停泊地に引き上げた、ここはブレストの基地の近くで、6月22日に海峡艦隊の主力部隊にここを発見され、その後のグロワ島の海戦でフランスは敗北を喫して、戦列艦を3隻失うことになった。ヴィヤーレがコーンウォリスの戦隊を追撃しなかったことで批判される一方で、コーンウォリスは称賛され、数の上で圧倒的にまさるフランスの目前で敵に公然と挑んだその見返りを受けた。それ以来この戦闘は、イギリスの歴史家たちから「イギリス海軍の歴史に見られる、勇気と冷静さが一つになった」実例の中でも、最も影響力のあるものと考えられている。

## 歴史的背景

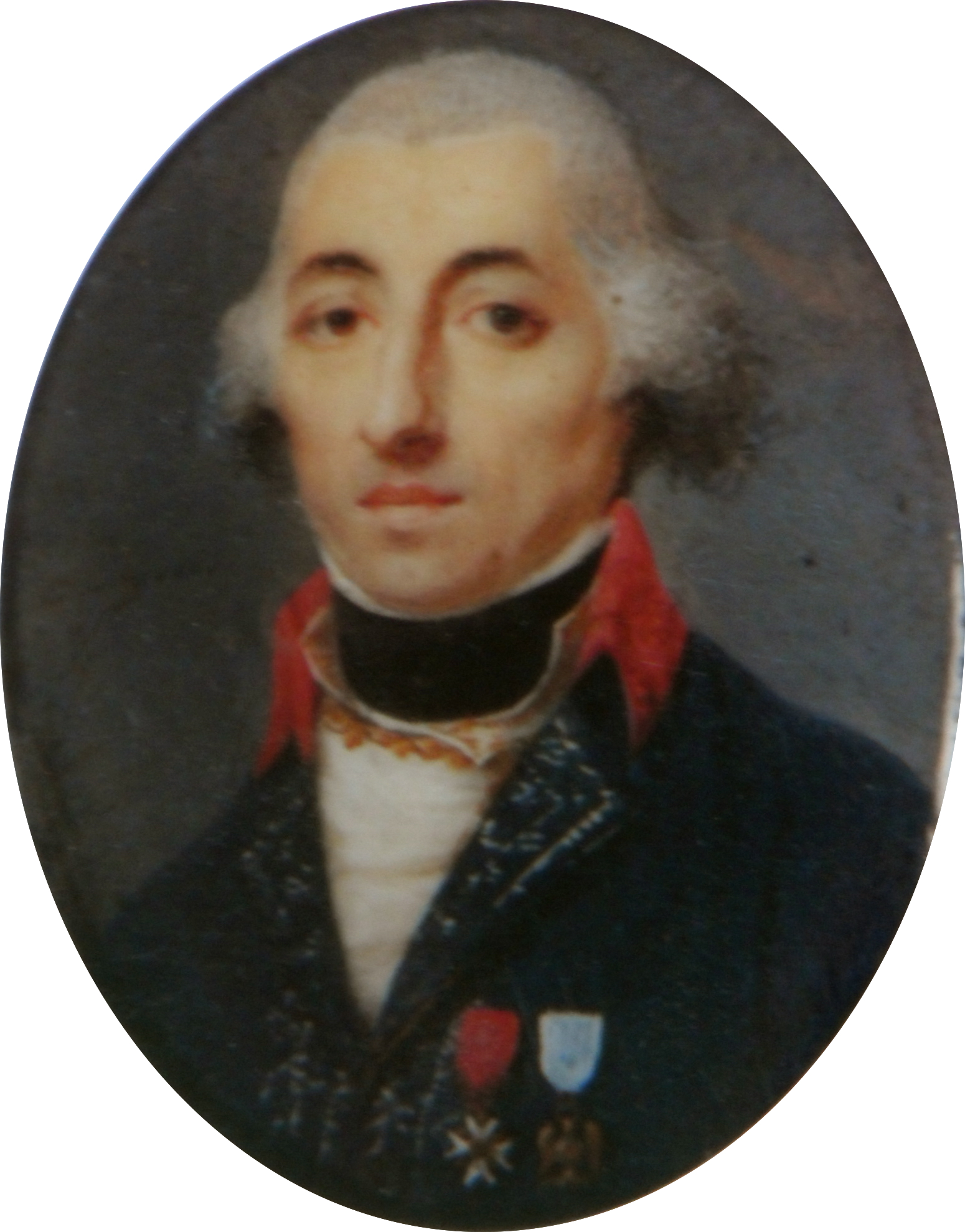
ジャン・ガスパール・ヴァンス

1795年の春の終わりには、イギリスとフランスは2年以上交戦状態にあって、イギリス海軍の海峡艦隊は当時「西方戦隊」として知られ、ビスケー湾とウエスタンアプローチの支配をめぐる作戦で優勢状態にあった。イギリス海峡艦隊は当初は初代ハウ伯爵リチャード・ハウが指揮官を務め、その後初代ブリッドポート男爵アレグザンダー・フッドが指揮官となり、プリマスやポーツマスやトーベイといった基地から、大西洋岸のフランス海軍の拠点、特にブルターニュ半島の大きな軍港であるブレストに対して、攻撃可能な距離を保って海上封鎖をしていた。。フランスの戦隊は、たまには妨害されずに航行できることはあったが、主力艦隊は2年間に及び、イギリスから連続して妨害を受けていた。最も有名な妨害工作は、フランスが7隻の戦列艦を失った、1794年の栄光の6月1日であり、そして、1794年から1795年の冬の、大いなる冬の遠征の期間中に、5隻の艦が、冬の大西洋が最もしける時期、ビスケー湾へ出撃に出ている間に難破したことである。

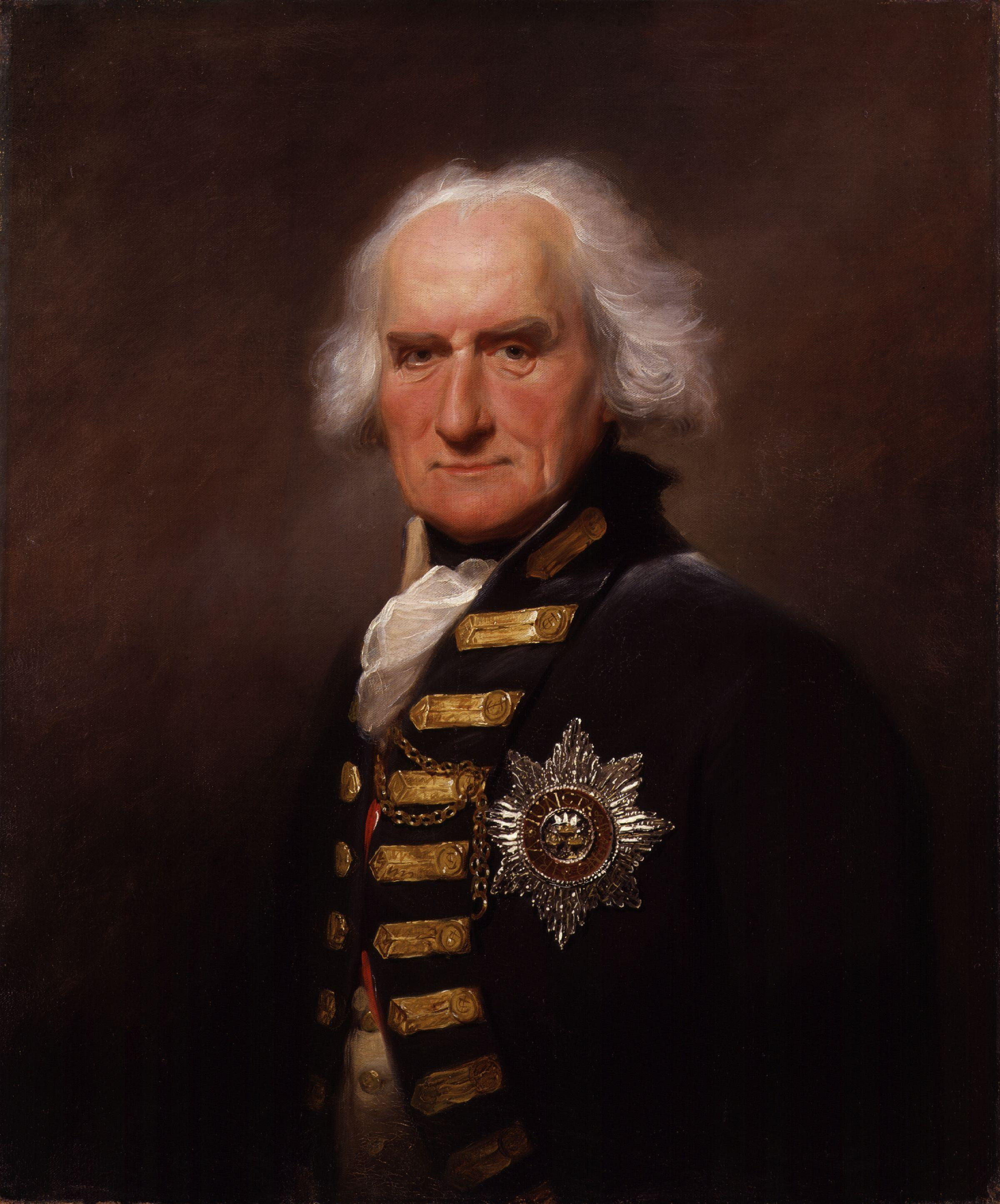
ブリッドポート男爵アレグザンダー・フッド

この冬の作戦の間、フランスの大西洋横断艦隊が受けた損害の修復には何か月もかかり、1795年の6月になって海に出られる状態になった。しかしいくつかの戦隊は、6月になるまでの間も海に出ていた。その中に3隻の戦列艦と多くのフリゲートで構成された戦隊があった。この戦隊の指揮官は准提督のジャン・ガスパール・ヴァンスで、ボルドーへ派遣され、そこからブレストまでの小戦隊を護衛していた。イギリスの海峡戦隊は、大いなる冬の遠征への反撃のために、2月に短期間の予定でトーベイを出て、その後スピットヘッドに退いていた。このスピットヘッドから5月30日に、5隻の戦列艦と、2隻のフリゲートから成る戦隊が、ウエスタンアプローチからブレストまでを巡回し、フランス艦隊を監視する目的で派遣された。この戦隊は100門1等艦のロイヤル・ソブリン、74門戦列艦のマーズ、トライアンフ、ブランズウィック、ベレロフォン、フリゲートのフェートンとパラス、小型ブリッグのキングフィッシャーで、最高指揮官はロイヤル・ソブリンに座乗しているウィリアム・コーンウォリスであった。コーンウォリスは経験を積んだ海軍士官で、1755年から軍艦に乗っており、七年戦争とアメリカ独立戦争に参戦していて、フランスに勝利した大規模な海戦である、1759年のキブロン湾の海戦や、1782年のセインツの海戦にも名を連ねていた。

## ベル・イル島沖での作戦

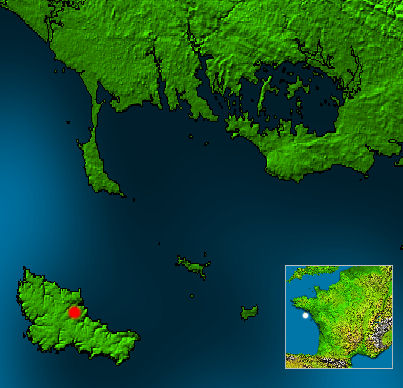
ベル・イル島

コーンウォリスは戦隊を率いて南西へ向かい、ウェサン島を6月7日から6月8日の夜にかけて回り、南に向けてパンマールの岩礁を過ぎ、ブレストへ向かった。翌朝の10時30分、「トライアンフ」のエラスムス・ガウアー艦長が信号を出した、その信号には、北西に6隻の艦が見えるとあった。コーンウォリスはその艦を調べるため、戦隊の向きを変えた。その艦はヴァンスが指揮を執る小戦隊で、大規模な商船団の護送をしていた、コーンウォリスがこの戦隊を認めた当初、ヴァンスは針路を変えようとしなかった、コーンウォリス戦隊がフランスのものであると思ったからだった。正午にそれが違っていることに気付いたヴァンスは、砦のあるベル・イル島の方角へ帆を増して急いだ。ヴァンスの戦隊は停泊地まで速度を速めて前進したが、コーンウォリスは戦隊の中でも速度の速い「フェートン」、「キングフィッシャー」、そして「トライアンフ」を先頭にした。一方で「ブランズウィック」は、スピットヘッドで停泊中に多くの物資を積んでおり、うまく航行できずにかなり遅れていた。先頭の3隻のイギリス艦は、遠くからでもヴァンスの戦隊に砲撃を加えることができ、航跡を引いて走って行く商船と、その護送をするフリゲートに攻撃をしかけ、フランスのフリゲートに、流されていく商船を捨てるように圧力をかけたが、コーンウォリス戦隊の支援なしでは、ヴァンス戦隊と交戦状態にまで持って行くことは不可能だった。その結果、8隻の商船を除くフランス艦と商船とは無事にベル・イル島に錨をおろした。「トライアンフ」と「フェートン」は、停泊した敵艦の方に前進したが、ベル・イルの砦の砲台から猛烈な砲撃を受けた。しかもこの海域はかなり水深が浅くて危なっかしく、船を傷つける恐れがあった。コーンウォリスは攻撃中止を命令したが、その前に「フェートン」では戦死者が1人と負傷者が7人出ていた。

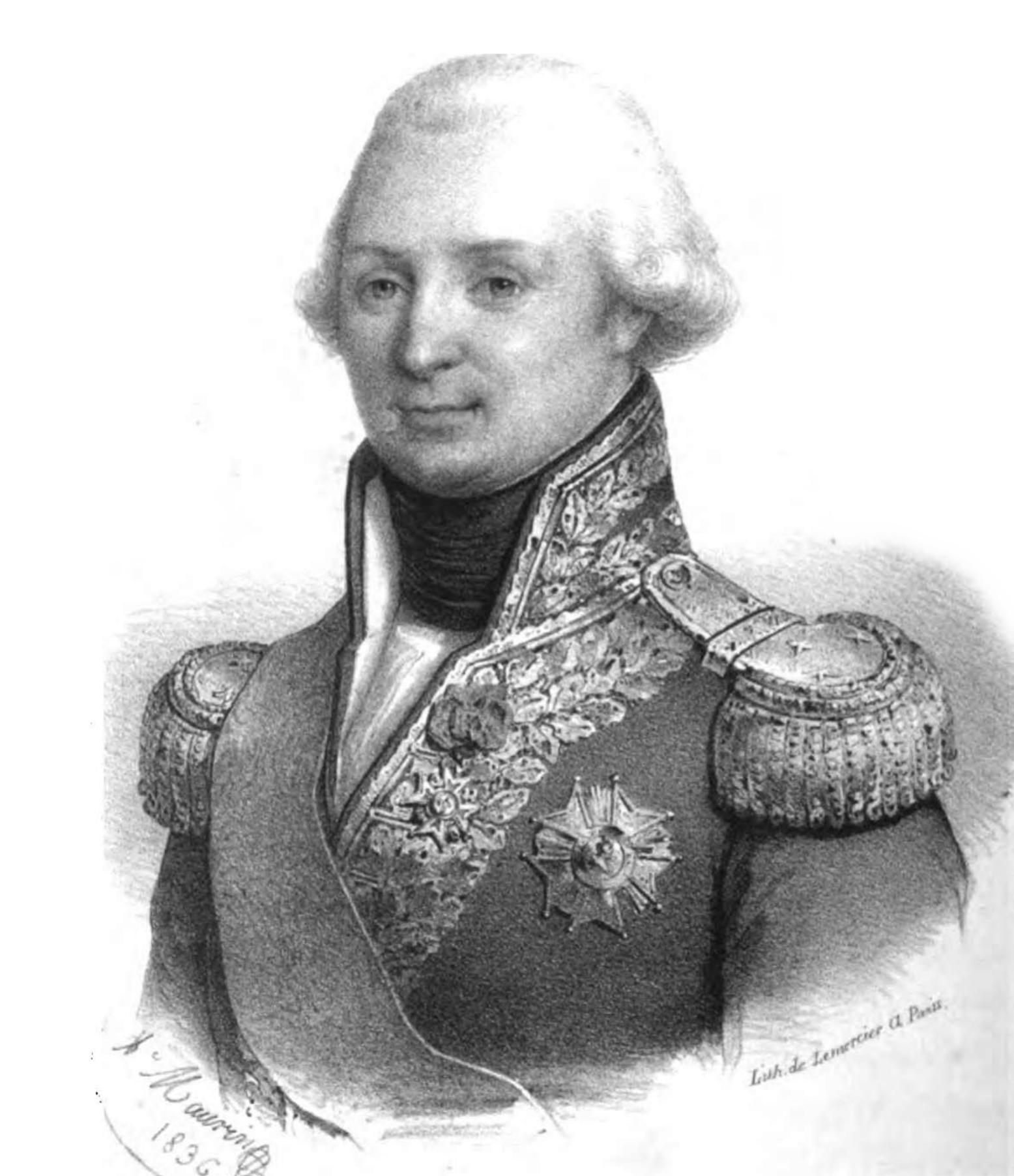
ルイ・トマ・ヴィヤーレ・ド・ジョワイユーズ

ワインとブランデーを積んだ8隻の拿捕船を連れて、コーンウォリスは難を避けるべく、ベル・イル島の近くにあるパレス（パレ）・ロード（Palais Road）の停泊地に難を避けるべく退き、6月9日まで戦隊を停泊させた。6月11日、コーンウォリスは強い風を利用してビスケー湾へ戦隊を向け、ウェサン島の岬を回ってシリー諸島に到着し、フランスの拿捕船と、フランスに捕われていたアメリカの複数の商船を委ねた「キングフィッシャー」をスピットヘッドに戻らせた。その後コーンウォリスは、イギリスにとってより都合のいい条件下でヴァンスと戦うことを期待して、戦隊にブレストの艦隊まで戻るように命じた。ブレストでは、ヴァンスとフランス船団がベル・イル島に「封鎖」されており、フランス艦隊の指揮官が救助の指示を受けたと言う警告の伝言が届いていた。しかし実際のところは、イヴ・ジョゼフ・ド・ケルゲラン＝トレマレック提督をはじめとする、フランス艦隊の多くの士官たちが指摘していたように、ベル・イル島の停泊地はうまく封鎖されているとはいえなかった、すべての艦の接近を封じ込めるには解放されすぎており、また拠点となるロリアンの港にあまりに近すぎて、そのため救助は不必要だった。しかしこの忠告は無視され、6月12日、ヴィヤーレは、ブレストをすぐ出港できるように、ブレストローズ（Brest Roads）に投錨していた複数の艦と共に出航した。ヴィヤーレの艦隊は9隻の戦列艦と、9隻のフリゲート（レイジー化して50門フリゲートとなった2隻の戦列艦を含む）と4隻のコルヴェットから構成されていた。
6月15日、フランス艦隊はロリアン近くのグロワ島の沖合でヴァンスの戦隊と出会って合流し、ヴァンスは船団の残りの船をブレストまで無事に送り届けたが、ヴィヤーレはまだ任務半ばだった。ブレストへ北に向きを変えたフランス艦隊は、北西の風に乗って、6月16日の10時30分パンマールの岬の沖に到達した。その時、北西の方向に複数の艦が見えた。これはコーンウォリスの戦隊で、ヴァンスの捜索のためベル・イル島へ戻ってきたのだった。風上に数の上では劣る敵軍を見つけ、ヴィヤーレはすぐさま艦隊に、イギリス戦隊に向けて前進するよう命令し、一方でコーンウォリスは、フランス艦隊をヴァンスが護送している商船団と思い、イギリス戦隊への危険をすぐに感知できず、「フェートン」をやって、水平線上に浮かぶこの艦隊を調べさせた。

## コーンウォリスの退却

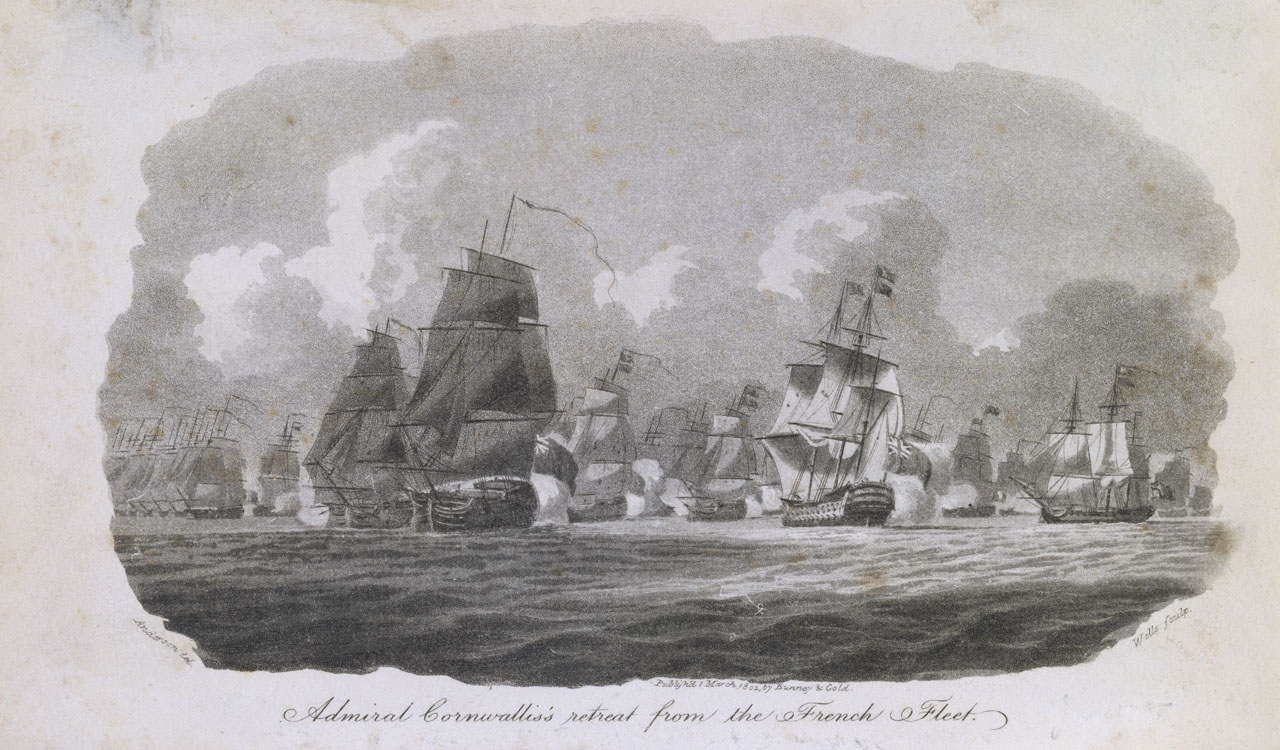
コーンウォリス提督のフランス艦隊からの退却
イギリス国立海事博物館蔵

フェートンの艦長ロバート・ストップフォードはコーンウォリスに信号を送り、フランス艦隊に30隻の艦がいることを知らせたが、イギリス戦隊に合流するために戻ることはなかった。それというのも、コーンウォリスがこの信号を、フランス艦はイギリスよりも多いが、総力では弱いと読み違えていたからである。この思い違いのもと、コーンウォリスは艦体よりもむしろ艦の数のみを見ることしかできず、フランス艦隊への前進を命じた。その後ストップフォードは、11時に、ヴィヤーレの艦隊のすべての構成艦をコーンウォリスに知らせ、コーンウォリスは間違いを悟って、戦隊の艦に、南西に針路を変えて向かうように緊急の命令を発した。右舷方向に上手回しにして、戦列を引っ張る「ブランズウィック」、それに続く「ロイヤル・ソブリン」、「ベレロフォン」、「トライアンフ」、そして「マーズ」をフランスの追跡から逃そうとした。「フェートン」は前方を偵察し、その間「パラス」は「ロイヤル・ソヴリン」と共にいて、戦隊の他の艦に信号を送る任務についた。ヴィヤーレは即座に、艦隊にイギリス戦隊を追跡するように命じ、フランス艦隊は強風を利用して、イギリス戦隊を大西洋の南西へと追跡した。
14時、ヴィヤーレは艦隊を分けた。ひとつは陸から吹く風を利用して北西方向に向かわせ、もう一つは南への航行を続けさせた。コーンウォリスは戦隊を6時と17時に上手回しにさせたが、ヴィヤーレの目論見が当たって、18時の風の向きにより、北へ向かったフランス戦隊が風上に立ち、南の戦隊はその場に投錨した。今やイギリス戦隊はこの両者の間、それぞれのフランス艦隊から9海里（約17キロ）の所にいた。夜の間大西洋への追跡は続き、イギリス戦隊は、戦隊の2隻の艦の遅れのために、戦列を維持するのに苦心していた。「ブランズウィック」の航海術の欠陥はすでに述べた通りであったが、「ベレロフォン」も似たような欠陥を抱えており、それぞれの艦長であるチャールズ・フィッツジェラルドとジェームズ・クランストゥンは、艦の重さを軽くして速度を増し、他の艦と並行して走れるように尽力して、艦の側面から錨やボートや、物資や水を投げ捨てさせた。「ベレロフォン」はそれでも速度が遅く、クランストゥンは4門のカロネード砲さえも、多量の円弾と共に海に投げ捨てさせた。
ヴィヤーレは夜の間に、艦隊をより細かくわけ、風上に3隻の戦列艦と5隻のフリゲートを、中央に5隻の戦列艦と4隻のフリゲートを、そして風下に4隻の戦列艦と3隻の小型艦を配置した。この戦隊で、風上の分隊はコーンウォリスの戦隊に最も近く、9時に先頭のフランス艦ゼレが、イギリスの後衛艦で、チャールズ・コットン艦長のマーズに砲撃を始めた。コットンは艦尾砲で応えたが、40門フリゲートのヴィルジニーの「マーズ」左舷艦尾への接近と、度重なる片舷斉射を阻止することはできなかった。他のフランスのフリゲートはイギリス戦隊の風上に陣取って、射程内に近づこうとはしなかった。この交戦は「ベレロフォン」を巻き込んでいた、交戦艦に近い位置にいたベレロフォンは帆を失う恐れがあり、クランストゥンには帆の予備がなかったため、コーンウォリスは「トライアンフ」と「ロイヤル・ソブリン」に退却を命じ、前衛に「ベレロフォン」と「ブランズウィック」が入れるようにした。

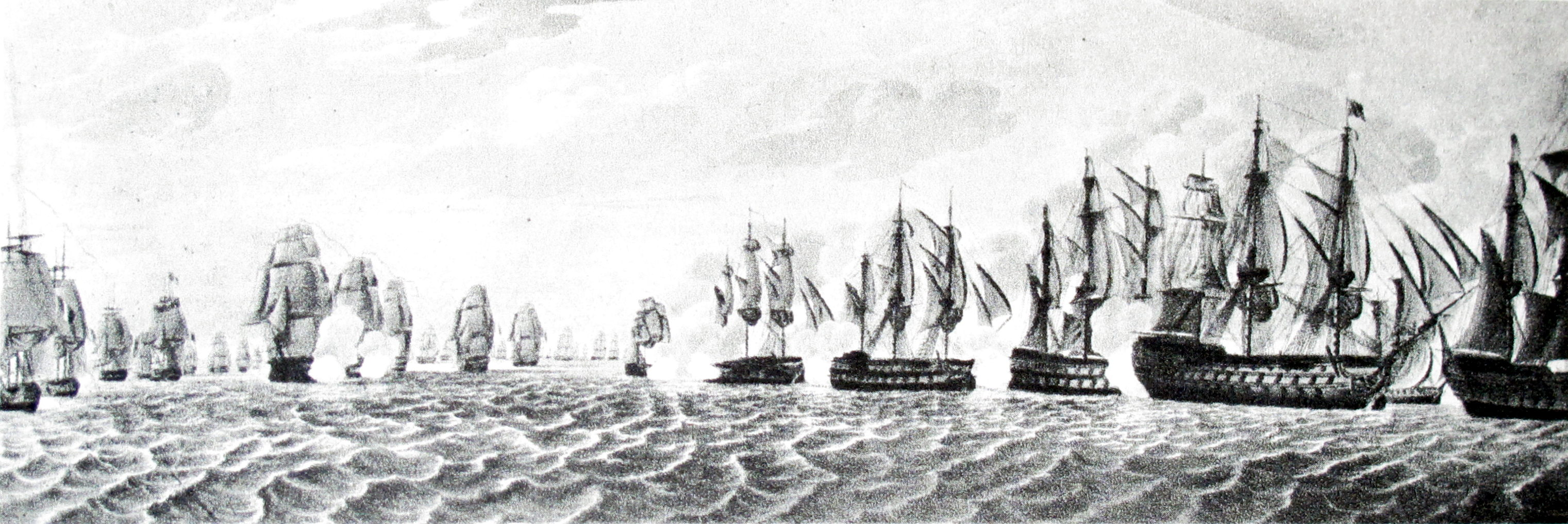
第一局面: 戦火を交える両戦隊

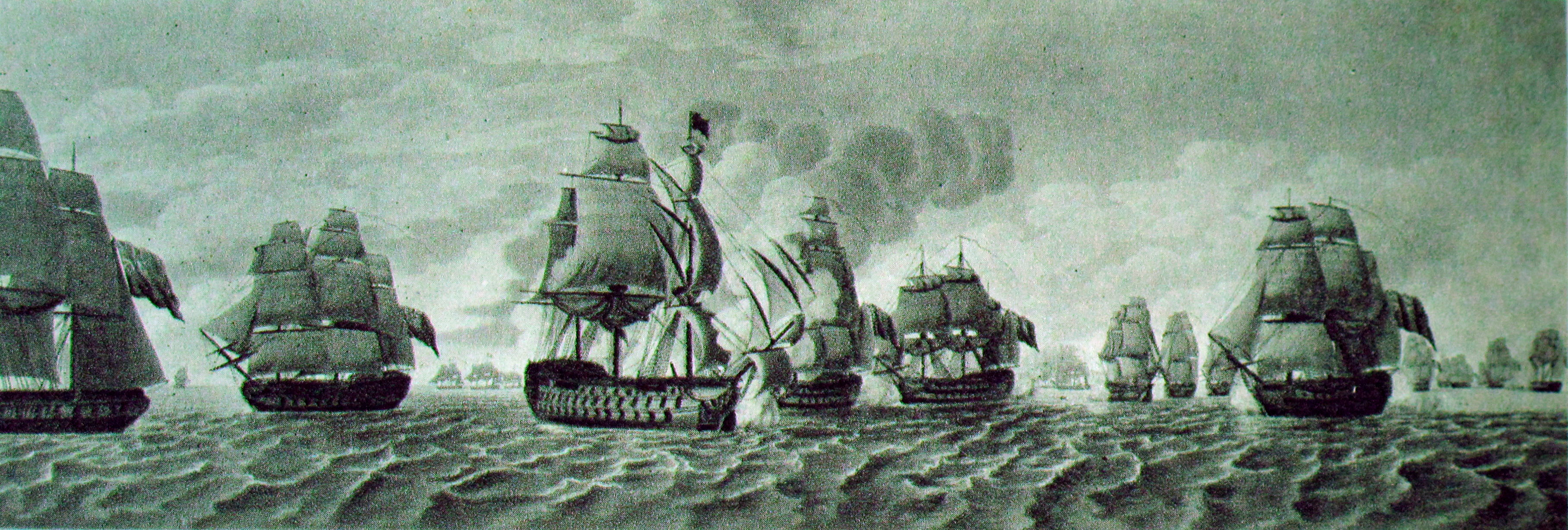
第二局面: マーズを攻撃するフランス戦隊

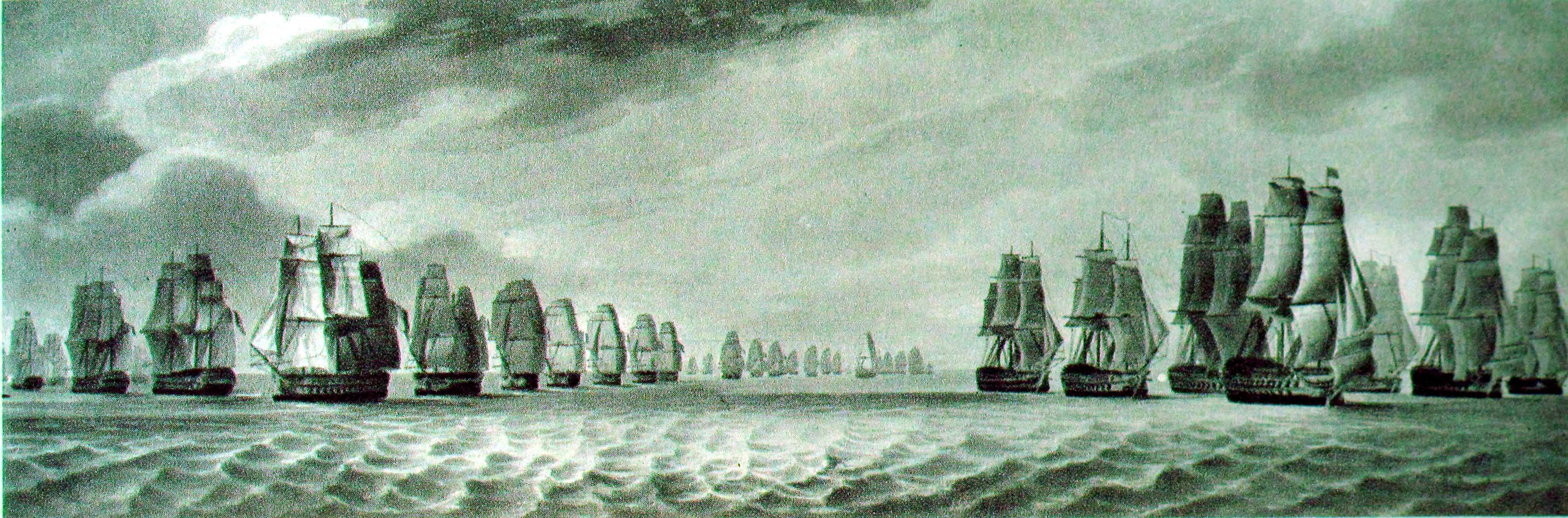
最終局面: 撤退するフランス戦隊

この再編成の後、すべてのイギリス戦隊の艦がフランス艦隊の戦闘艦の射程に入り、ヴィヤーレが戦列を引っ張って砲撃を行った。艦尾砲の位置を円滑にするため、イギリス戦隊の艦長たちは艦尾の板に穴をあけるように命じた。うち数隻は海戦の後に修理が必要なほど多くの穴があけられ、特に「トライアンフ」は艦尾にかなりの穴をあけ、また打ち抜いた。13時30分、イギリスからの砲撃がフランス艦隊に命中し、「ゼレ」が艤装に損害を受けて退却した。また、2隻目にも命中したため、この艦も最前列から引き下がった。この艦は、1時間半もの間距離を置いてイギリス艦に砲撃を加えており、その後もドロワ・ド・ロム、フォルミダブル、ティーグルといった艦が続けて同様に砲撃を行った。この連携した砲撃により、「マーズ」は艤装と帆に大きな損害を受け、速度はさらに遅くなった。「マーズ」はもはやフランス艦隊の真ん中にはまり込んでいて、大きな危険に陥っており、圧倒されているように見えた。一方でガウアー艦長の「トライアンフ」も、フランスの砲撃により大きな損害を受けていた。後衛が危険にさらされているのに気付いたコーンウォリスは、決定的な行動に出た。コットンにフランス戦隊からの向きを変えさせ、「ロイヤル・ソブリン」を南に方向転換して、「トライアンフ」を「マーズ」の救助に向かわせ、自らの艦をフランス艦隊に引き寄せて、この力でまさる一等艦から、一連の片舷斉射をフランスの複数の先頭艦に対して行った。「ロイヤル・ソブリン」の側面射撃により、「マーズ」に接近していた4隻のフランス艦は退却し、徐々にすべてのフランス艦隊は退き始め、フランスが射程内から出た18時10分に遠距離射撃はやんだが、損傷を受けて弱ったイギリス戦隊への追跡は続いた。

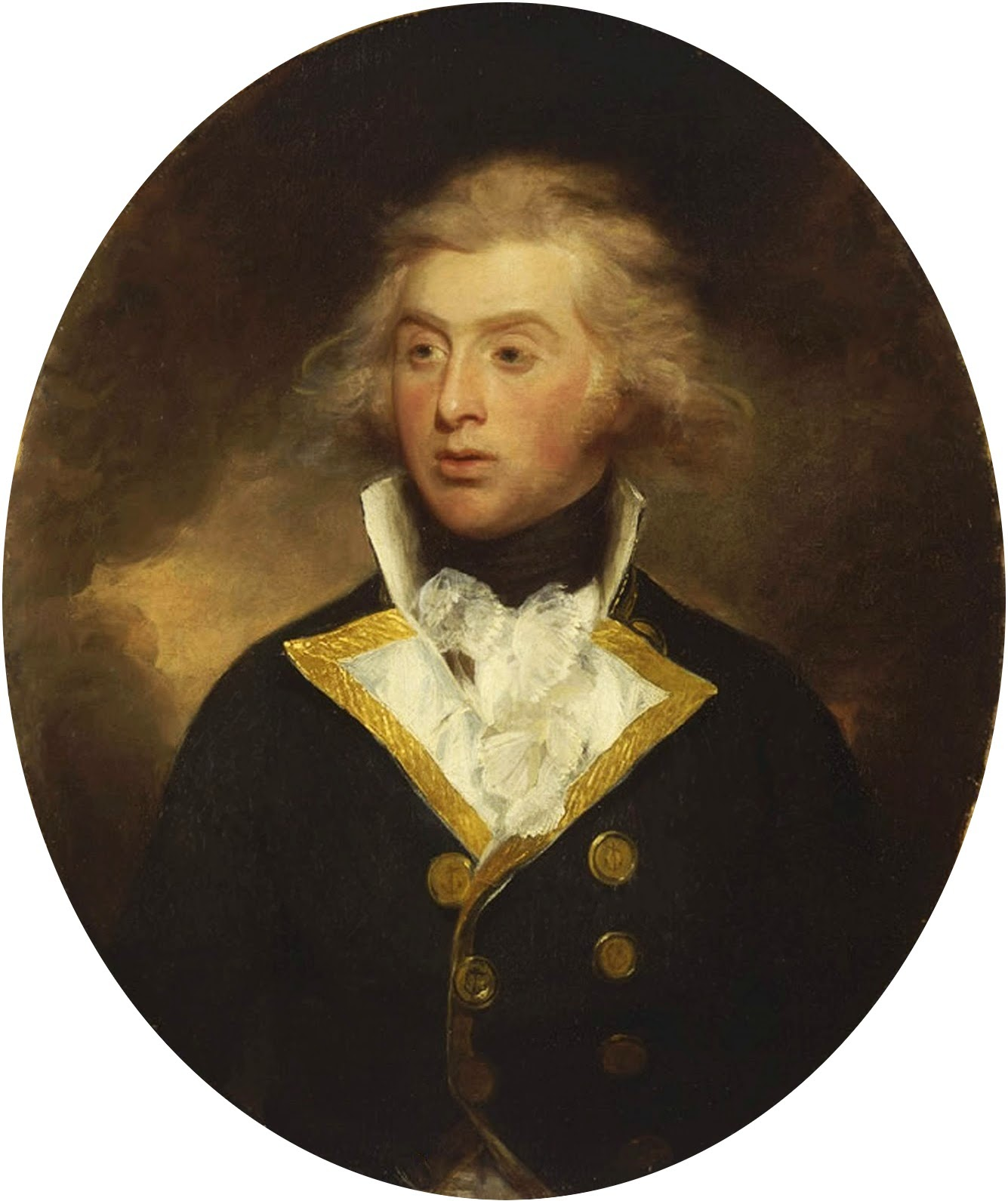
ロバート・ストップフォード

18時40分、なんら急ぐ理由もないのに突如として、ヴィヤーレは艦隊に風上に針路を取り、東に向きを変えさせ、イギリスの追跡をやめさせた。あと数時間で日が沈むこの時点で、フランスはほぼ絶望状態で東の水平線に姿を消し、一方でイギリスは西の方へと向かい続けた。この交戦停止の命令は後にかなりの議論の的となったが、ヴィヤーレの撤退の実情はフリゲートの「フェートン」の動きによるものだった。6月17日の早朝、コーンウォリスは「フェートン」を偵察目的で戦隊の先頭にやった、イギリス戦隊の先頭数マイル（約3キロから5キロ）を航行した後、艦長ストップフォードは北西に見慣れない艦が複数いると信号を送り、その信号の後に、4隻の艦が見えると知らせ、さらにその後艦隊の1隻で、2台の大砲がひどく目立つ艦が見えると知らせた。フランスはイギリスの信号を解読できるということで知られており、ストップフォードは、フランスの艦が、間違いなくこの信号を見て解読するように細心の注意を払っていた。またヴィヤーレは、この海域のフランス艦隊は自分たちだけだと言うこともよく知っていた。そのため「フェートン」は、北の水平線のかなたにいる海峡艦隊にこの信号を送っていると決めてかかっており、その海峡艦隊はフランス艦隊よりもはるかに強大だった。15時に、ストップフォードはフランスの策略を混乱させるため、意味のない信号の羅列を架空の艦に送り、その後の16時30分、再び視野の中に現れたコーンウォリスに、艦隊が戦列艦で構成されている旨を知らせた。ストップフォードはこの任務を、オランダの国旗を自艦に掲げ、架空の艦に、コーンウォリスに合流するように信号を送ることで締めくくった。ヴィヤーレがどのくらいまで、この自作自演に騙されたかどうかははっきりしないが、フランス艦隊は休みなしに、18時まで砲撃を続け、18時に多くの艦が北西の水平線に現れた。この時点で「フェートン」はコーンウォリスに合流するべく引き返し、ヴィヤーレは、侵入してきた実際は小規模の商船団であるのに、海峡艦隊の先陣と思ってその時点で追跡をあきらめた。

## 退却後の英仏両国
フランス艦隊が視界の外に消え、コーンウォリスは戦隊に命じて北西の風に向かって海峡を渡って、修理のためプリマスへ向かわせた。「フェートン」はフランス艦隊がいること、コーンウォリス自身は無事であることを伝える目的でブリッドポート卿に派遣された。しかしブリッドポートは、すでに15隻の戦列艦を率いて、キブロン湾からのフランス上陸のための第二部隊として向かっていた。またイギリス艦隊の主力部隊は、コーンウォリスとヴィヤーレが交戦していた時には既にブレストの沖合にいた。コーンウォリスの戦隊の艦はすべて損害を受けており、特に「トライアンフ」と「マーズ」のそれは大きかった。「トライアンフ」は艦尾の大幅な修理が必要であった、戦闘中に切り払われていたからである。歴史家のエドワード・ペルハム・ブレントンは、この戦闘には次のような意味があったとしている。それは、海事関連の設計家として有名なロバート・セッピングスが、今後の戦列艦の設計として戦列艦の艦尾を丸くし、その後の戦いで、砲撃の射程を幅広くしたことである。「マーズ」は戦死者はおらず、負傷者も12人にとどまり、戦隊の他の艦には損害はなかった。
フランス艦隊は損害はほんのわずかで、29人の死傷にとどまった。ヴィヤーレは艦隊をなおも東に進め、パンマール岬を回って、オディエルヌ湾に入ってからここを北上し、ブレスト方向を目指した。この時は27時間も続く激しい強風にさらされ、フランス艦隊は南に分裂して、海岸線の向こう側へ散った。その後何日間か、ヴィヤーレはベル・イル島沖の停泊地で艦を再構成した、ここは6月8日にヴァンスが拘束されたところだった。艦隊が再集結して、ヴィヤーレは再び全艦に北に向けてブレストに帰着するように命じた。この艦隊は元々、ヴァンスの戦隊の危機に気付いて急いでブレストを出港したため、15日分の物資しか積んでおらず、海に出て10日が経過しており、ブレストに戻ることが優先されたからである。6月22日0時30分、フランス艦隊は海岸線の北に沿って航行する一方で、海峡艦隊が北西の方向に現れ、ブリッドポートは、フランス艦隊が南のキブロン湾のイギリス艦隊侵入の防御に向かい、そのためブレストを空けているのに気付いた。

グロワ島とその位置

ヴィヤーレは、新しく到着したイギリス艦隊が、自分たちのよりもかなりまさっていると考え、難を避けるためフランス沿岸を航行し、グロワ島周辺の防御の固い要塞へ向かって、この位置からブレストへ戻るつもりだった。ブリッドポートは艦隊にフランス艦隊を追跡するように指示を与え、この追跡は6月22日のまる1日、そして6月23日の早朝まで続いた。この時ブリッドポートの先頭艦は、陸地から離れたところでヴィヤーレ艦隊の後衛の落伍艦をつかまえた。グロワ島の海戦として知られるこの戦闘は、3隻の艦が追いついて攻撃し、フランス艦が降伏する前に大きな損害と死傷者を出した。その他の艦も損害を受けたが、8時37分に、イギリス艦隊の大部分はすでに戦闘をやめ、フランス艦隊は海岸に沿って散り散りになっていた。ブリッドポートは突如戦闘中止を命じ、イギリス艦に銘じて拿捕艦を集めて退かせた。この決断はその当時の士官や後世の歴史家からは大きな批判を受けている.。
フランスでは、コーンウォリスの戦隊に対するヴィヤーレの攻撃の失敗は、様々な要因から非難された。その中には、攻撃を仕掛けたフランス艦の艦長たちが、故意に命令に従わなかったことへの告訴や、艦をうまく戦術通りに操作できなかったことも含まれていた。現場にいた数人のフランス人士官も、北西の水辺線上に見えた艦は実はブリッドポートの艦隊であり、それこそが、フランス艦隊が交戦を避けた唯一の要因であると主張している。ヴィヤーレは多くの非難をゼレのジャン・マニャックにかぶせた、マニャックは早まって退却したことと命令に従わなかったことを告訴され、のちに軍法会議にかけられて、フランス海軍を辞した。イギリスでは、この戦闘はフランス革命戦争前期の最も著名な戦いとして祝福を受け、海軍本部にコーンウォリスが派遣した特使の節度ある行動によりその傾向はさらに強まった。コーンウォリスは、戦闘の絶頂期でフランスの総力を挙げた艦隊と対決したことについて、フランスが「マーズに対してかなり激しい攻撃を仕掛けた…それにより私はマーズの支援をしなければならなかった」と書かれている、しかし自艦の乗員についてはこう記している。
実際私はこの戦隊の艦長、士官、水兵、海兵そして兵士のすばらしい指揮に非常に感銘を受けるものである。彼ら将校や兵士は、今までの人生の中で得た中で最も偉大な喜びであり、敵方が我々の戦隊の攻撃のために送った30隻の艦に落胆するどころか、崇高な精神を示してくれた。我々の小戦隊は考えられる限り最も高い精神性を保持していた。通常の思慮深さでは彼らの武勇を解き放つことはできない、私は彼らのような人物に欠けているものなどは考えつかない。｜ウィリアム・コーンウォリス中将の公式派遣　1795年6月23日
コーンウォリスは上下両院から感謝の議決をされたが、1795年10月に海軍本部から軽んじられた、海軍規則を巡る議論で後に軍法会議となり、1796年には西インド諸島への商船護送を、「ロイヤル・ソブリン」の損害と健康状態の悪化で棒に振ったのである。その年彼は退役したが、1801年にジョン・ジャーヴィス指揮下の海峡艦隊で任務を命じられ、その後5年間フランス大西洋艦隊の封鎖を行った。最も有名なのは1805年のトラファルガー戦役で、ホレーショ・ネルソン中将へ、ここぞという重大な時期に援軍を送った。イギリスの歴史家は、コーンウォリスの指揮と彼の隊の、一方的に形勢不利な海戦での戦いを高く評価している。1825年、ブレントンはコーンウォリスの退却は「我々の海軍史に見られるであろう、勇気と冷静さが結合した、まさにそのすばらしい行為のひとつ」を書いており、また1827年に、ウィリアム・ジェームズは「コーンウォリス中将による見事な退却」の中でこれに関して「それぞれ異なる艦の結合による小戦隊によりあらわされた精神、3倍もの優勢にある敵艦を打ち破るだけの力に支えられ、敵がいる時のイギリスの水兵がつもとる行動を取らせた」現代の歴史家であるロバート・ガーディナーはこの感情に共鳴し、1998年に「コーンウォリスの退却は、他のイギリス海軍が、実際に勝利を納めた海戦同様に有名になった」と書いている。